# Marcel Barbotte
Pour les articles homonymes, voir Barbotte.
Marcel Barbotte, né le 8 août 1903 à Châtillon-en-Bazois (Nièvre) et mort le 3 novembre 1998 à Autun, est un journaliste, romancier et écrivain français.

## Biographie
Né à Châtillon-en-Bazois, il a la vocation de l'écriture et débute dans le journalisme. Il voyage beaucoup et habitera de Verdun à Strasbourg, en passant par Nancy où il crée l'agence régionale de L'Est républicain. Passant par Paris, Belfort, Dijon, Orléans et Alger, il se retire à Autun au terme de sa vie professionnelle. Il devient président du syndicat d'initiative de l'Autunois. Il a fait partie de la rédaction du journal Le Progrès de la Côte-d'Or, pendant plus d'une dizaine d'années. Il publie ses romans et nouvelles en les faisant paraître dans la presse parisienne. Il laisse transparaître l'amour qu'il porte au Morvan au travers de ses œuvres littéraires.
Il fut également l'ami de Paul Cazin, Georges Riguet et Max Cappé, rédacteur en chef du Progrès de la Côte d'Or (fusillé à la Libération pour faits de collaboration) et de nombreuses autres personnalités de l'art bourguignon.
Continuant à exercer son métier de journaliste pendant l'Occupation, à Orléans, il dut quitter la métropole à la fin de la guerre et partit s'installer à Alger, puis au Maroc.
Sociétaire des gens de lettres, il est membre titulaire de l'Académie du Morvan, et en deviendra l'un des administrateurs. Il est aussi cofondateur du prix littéraire du Morvan.

## Œuvres
- L'Émancipée, roman, 1931
- Le Procès de Jérôme T…, le tueur de fous, reportage pour le journal Détective, en qualité d'envoyé spécial, novembre 1932
- Pascaline, roman, éd Jean Renard, 1943, 242 p.
- « Jacques Thévenet, illustrateur et peintre du Morvan », in Vivre en Bourgogne et Vents du Morvan, avec une préface de Roger Allard, no 7, 1978
- Les Balcons du ciel, images et souvenirs d'un Morvan familier, illustrations de Claude Pellot, éd. Delayance, La Charité-sur-Loire, 1980
- Piron qui ne fut rien, biographie, éd. de Saint-Seine-l'Abbaye, 1984, 157 p.
- Les Montagnes bleues, éd. Fasquelles, 189 p.

## Récompenses
- Chevalier de l'ordre des Arts et des Lettres.